# Gama Goat
El Gama Goat es un vehículo semi-anfibio para todo terreno de seis ruedas, originalmente desarrollado para su uso por el Ejército de los EE. UU. en la guerra de Vietnam.

## Características
El Gama Goat utiliza un chasis articulado, de manera que desde la distancia parece ser un vehículo de tracción a las cuatro ruedas tirando de un remolque de dos ruedas, pero es un solo vehículo de seis ruedas con una disposición de dirección en las cuatro ruedas, con el frente y la parte trasera girando en direcciones opuestas. Era famoso por su habilidad para transitar por terrenos excepcionalmente agrestes y lodosos.
El apodo del vehículo vino de dos fuentes: "Gama", por el nombre del inventor de su articulación con alimentación de energía, Roger Gamount, y "goat" (inglés “cabra”), por su capacidad todo terreno como cabra montés. Su designación militar era M561, 6 × 6 camión táctico 1-1/4 - toneladas. También hubo una versión ambulancia conocida como el M792, que podía llevar hasta cuatro literas.